# Negazione
Negazione va ser un grup italià de música hardcore punk de Torí, actiu entre els anys 1983 i 1992. Juntament amb altres grups com Blue Vomit, Nerorgasmo, Indigesti, Declino i Peggio Punx van formar la base de l'escena hardcore piemontesa de l'època i van ser destacats representants del que la revista Maximum Rocknroll va definir com a Italian hardcore.

## Història
El 1984 van ser convidats pel segell estatunidenc R Radical Records, de Dave Dictor del grup MDC, per a participar en el doble àlbum International PEACE Benefit Compilation, que va comptar amb bandes com Crass, DOA, Dirty Rotten Imbeciles, Reagan Youth, Subhumans o Dead Kennedys. L'any 1986 va gravar als Països Baixos el seu primer àlbum d'estudi, Lo spirito contibua.
L'any 1988 va iniciar una llarga col·laboració amb el segell alemany We Bite Records, amb el qual van publicar el mateix any el segon seu àlbum titulat Little Dreamer i, els anys següents, dos EP titulats Behind the Door i Sempre in bilico.
El grup es va dissoldre el 19 de juliol de 1992, després d'actuar al Monsters of Rock el setembre de 1991.
L'any 2002, deu anys després de la seva dissolució, el cantant Roberto Tax Farano i el baixista Marco Mathieu van presentar el lloc web oficial www.negazione.com on van publicar un munt de material. El mateix es va publicar l'àlbum recopilatori Tutti pazzi 1983-1992.
El 2022 es va publicar el llibre Collezioni di attimi. Negazione 1983-1992.

## Discografia

### Àlbum d'estudi
- 1986: Lo spirito continua
- 1988: Little Dreamer
- 1990: 100%

### EP
- 1985: Tutti pazzi
- 1985: Condannati a morte nel vostro quieto vivere
- 1987: ...nightmare
- 1989: Sempre in bilico
- 1989: Behind the door

### Recopilatoris
- 1989: Wild Bunch the Early Days
- 2002: Tutti pazzi 1983-1992
- 2012: Il giorno del sole
- 2017: La Nostra Vita

## Documentals
- Italian Punk Hardcore: 1980-1989 (Angelo Bitonto, Giorgio S. Senesi i Roberto Sivilia, 2015)